# Ampfererberg
Der Ampfererberg ist ein 3080 m hoher Berg in den Victory Mountains des ostantarktischen Viktorialands. Er ragt in der Umgebung des Mount Burrill am Ostrand des Malta-Plateaus auf.
Wissenschaftler der deutschen Expedition GANOVEX III (1982–1983) nahmen seine Benennung vor. Namensgeber ist der österreichische Geologe Otto Ampferer (1875–1947).